# Tabanocella thoracica
Tabanocella thoracica är en tvåvingeart som beskrevs av Seguy 1951. Tabanocella thoracica ingår i släktet Tabanocella och familjen bromsar.
Artens utbredningsområde är Madagaskar. Inga underarter finns listade i Catalogue of Life.